# Michel Pelay
Pour les articles homonymes, voir Pelay.
Michel Pelay est un compositeur français né le 24 avril 1945 à Puteaux.

## Biographie
Michel Pelay commence comme batteur en jouant dans des groupes de rock puis il enregistre et accompagne Jacques Dutronc à partir de 1966 dans Et moi et moi, J'aime les filles, Les play-boys,Les Cactus etc. Il rencontre alors Alain Chamfort, lui aussi musicien de Jacques Dutronc. Ils décident de faire des chansons ensemble et sont engagés comme compositeurs par Claude François pour ses éditions Isabelle musique. Ils vont composer alors des chansons pour Nicoletta, Sylvie Vartan, Hervé Vilard, Claude François, ainsi que pour Paul Anka avec qui ils obtiennent un numéro 1 aux États-Unis, Do I love you.
Lorsque Alain Chamfort devient interprète, ils co-composeront Adieu mon bébé chanteur, l'amour en France, Madona, etc. Ils créeront également Baby-Lou, paroles de Serge Gainsbourg, dont Jane Birkin fera un succès.
Michel Pelay rencontre alors Michel Delpech pour qui il composera une quarantaine de musiques, dont Le Loir-et-Cher ou Le Chasseur. Il travaillera également pour Dave, Philippe Lavil, Jean-Luc Lahaye et bien d'autres. En parallèle, il composera une centaine de musiques de films publicitaires et de nombreux génériques et séries pour la télévision. Il obtient un prix Sacem en 1995 et le grand prix de l'union des auteurs compositeurs en 1997.
Michel Pelay s'est investi dans la protection du droit d'auteur en étant plusieurs fois président de la commission des programmes de la Sacem, secrétaire général de la mutuelle, du comité du cœur et de l'Unac ainsi que membre du comité directeur du Snac.